# 十余島村
十余島村（とよしまむら）とは、千葉県香取郡、茨城県稲敷郡にかつて存在した村である。現在ではほとんどその名をとどめていない。

## 地理
- 現在の稲敷市の南部、旧東町の南西部に位置する。
- 村は利根川の北岸、新利根川の南岸に位置する。
- 村域のほとんどは平地になっている。

## 歴史

### 沿革
- 1889年（明治22年）4月1日 - 町村制施行に伴い、押砂村、結佐村、六角村、四ッ谷村、曲淵村、橋向村、清久島村、余津谷村、手賀組新田、佐原組新田、下須田新田、阿波崎新田が合併して千葉県香取郡十余島村発足[1][2]。
- 1899年（明治32年）4月1日 - 茨城県稲敷郡に所属を変更。
  - 同日、神崎町の一部（神崎神宿、神崎本宿、今、小松の各一部）を十余島村が編入。
- 1955年（昭和30年）1月5日 - 伊崎村、本新島村と合併し、東村を新設。同日十余島村廃止。
- 1966年（昭和41年） - 旧十余島村の一部（神崎神宿、神崎本宿、小松の各一部）を神崎町に編入。
- 1973年（昭和48年） -旧十余島村の一部（清久島の一部）を河内村に編入。

### 変遷表
| 十余島村村域の変遷表 | 十余島村村域の変遷表 | 十余島村村域の変遷表 | 十余島村村域の変遷表 | 十余島村村域の変遷表 | 十余島村村域の変遷表                               | 十余島村村域の変遷表 | 十余島村村域の変遷表  | 十余島村村域の変遷表 | 十余島村村域の変遷表   | 十余島村村域の変遷表 |
| 1868年 以前          | 1868年 以前          | 1868年 以前          | 明治元年 - 明治22年  | 明治22年 4月1日      | 明治22年 - 昭和19年                                | 明治22年 - 昭和19年  | 昭和20年 - 昭和64年   | 平成元年 - 現在      | 平成元年 - 現在        | 現在                 |
| -------------------- | -------------------- | -------------------- | -------------------- | -------------------- | -------------------------------------------------- | -------------------- | --------------------- | -------------------- | ---------------------- | -------------------- |
| 香取郡               |                      | 神崎神宿の一部       | 神崎神宿の一部       | 神崎村 の一部        | 明治23年3月12日 町制 明治32年4月1日 十余島村に編入 | 十余島村             | 昭和41年 神崎町に編入 | 神崎町               | 神崎町                 | 千葉県 神崎町        |
| 香取郡               | 神崎本宿の一部       |                      |                      | 神崎村 の一部        | 明治23年3月12日 町制 明治32年4月1日 十余島村に編入 | 十余島村             | 昭和41年 神崎町に編入 | 神崎町               | 神崎町                 | 千葉県 神崎町        |
| 香取郡               | 小松村の一部         |                      |                      | 神崎村 の一部        | 明治23年3月12日 町制 明治32年4月1日 十余島村に編入 | 十余島村             | 昭和41年 神崎町に編入 | 神崎町               | 神崎町                 | 千葉県 神崎町        |
| 香取郡               |                      | 神崎神宿の一部       | 神崎神宿の一部       | 神崎村 の一部        | 明治23年3月12日 町制 明治32年4月1日 十余島村に編入 | 十余島村             | 昭和30年1月5日 東村   | 平成8年9月1日 町制   | 平成17年3月22日 稲敷市 | 茨城県 稲敷市        |
| 香取郡               | 神崎本宿の一部       |                      |                      | 神崎村 の一部        | 明治23年3月12日 町制 明治32年4月1日 十余島村に編入 | 十余島村             | 昭和30年1月5日 東村   | 平成8年9月1日 町制   | 平成17年3月22日 稲敷市 | 茨城県 稲敷市        |
| 香取郡               | 今村の一部           |                      |                      | 神崎村 の一部        | 明治23年3月12日 町制 明治32年4月1日 十余島村に編入 | 十余島村             | 昭和30年1月5日 東村   | 平成8年9月1日 町制   | 平成17年3月22日 稲敷市 | 茨城県 稲敷市        |
| 香取郡               |                      | 押砂村               | 押砂村               | 十余島村             | 明治32年4月1日 稲敷郡に移行                        | 十余島村             | 昭和30年1月5日 東村   | 平成8年9月1日 町制   | 平成17年3月22日 稲敷市 | 茨城県 稲敷市        |
| 香取郡               | 結佐村               |                      |                      | 十余島村             | 明治32年4月1日 稲敷郡に移行                        | 十余島村             | 昭和30年1月5日 東村   | 平成8年9月1日 町制   | 平成17年3月22日 稲敷市 | 茨城県 稲敷市        |
| 香取郡               | 六角村               |                      |                      | 十余島村             | 明治32年4月1日 稲敷郡に移行                        | 十余島村             | 昭和30年1月5日 東村   | 平成8年9月1日 町制   | 平成17年3月22日 稲敷市 | 茨城県 稲敷市        |
| 香取郡               |                      | 四ツ谷村             | 明治元年 四ツ谷村    | 十余島村             | 明治32年4月1日 稲敷郡に移行                        | 十余島村             | 昭和30年1月5日 東村   | 平成8年9月1日 町制   | 平成17年3月22日 稲敷市 | 茨城県 稲敷市        |
| 香取郡               | 明治元年 余津谷村    | 四ツ谷村             |                      | 十余島村             | 明治32年4月1日 稲敷郡に移行                        | 十余島村             | 昭和30年1月5日 東村   | 平成8年9月1日 町制   | 平成17年3月22日 稲敷市 | 茨城県 稲敷市        |
| 香取郡               | 曲淵村               |                      |                      | 十余島村             | 明治32年4月1日 稲敷郡に移行                        | 十余島村             | 昭和30年1月5日 東村   | 平成8年9月1日 町制   | 平成17年3月22日 稲敷市 | 茨城県 稲敷市        |
| 香取郡               | 橋向村               |                      |                      | 十余島村             | 明治32年4月1日 稲敷郡に移行                        | 十余島村             | 昭和30年1月5日 東村   | 平成8年9月1日 町制   | 平成17年3月22日 稲敷市 | 茨城県 稲敷市        |
| 香取郡               | 清久島村             |                      |                      | 十余島村             | 明治32年4月1日 稲敷郡に移行                        | 十余島村             | 昭和30年1月5日 東村   | 平成8年9月1日 町制   | 平成17年3月22日 稲敷市 | 茨城県 稲敷市        |
| 香取郡               | 手賀組新田           |                      |                      | 十余島村             | 明治32年4月1日 稲敷郡に移行                        | 十余島村             | 昭和30年1月5日 東村   | 平成8年9月1日 町制   | 平成17年3月22日 稲敷市 | 茨城県 稲敷市        |
| 香取郡               | 佐原組新田           |                      |                      | 十余島村             | 明治32年4月1日 稲敷郡に移行                        | 十余島村             | 昭和30年1月5日 東村   | 平成8年9月1日 町制   | 平成17年3月22日 稲敷市 | 茨城県 稲敷市        |
| 香取郡               | 下須田新田           |                      |                      | 十余島村             | 明治32年4月1日 稲敷郡に移行                        | 十余島村             | 昭和30年1月5日 東村   | 平成8年9月1日 町制   | 平成17年3月22日 稲敷市 | 茨城県 稲敷市        |
| 香取郡               | 阿波崎新田           |                      |                      | 十余島村             | 明治32年4月1日 稲敷郡に移行                        | 十余島村             | 昭和30年1月5日 東村   | 平成8年9月1日 町制   | 平成17年3月22日 稲敷市 | 茨城県 稲敷市        |
| 香取郡               |                      | 清久島村の一部       | 清久島村の一部       | 十余島村             | 明治32年4月1日 稲敷郡に移行                        | 十余島村             | 昭和48年 河内村に編入 | 平成8年6月1日 町制   | 平成8年6月1日 町制     | 茨城県 河内町        |

## 人口・世帯

### 人口
総数 [単位： 人]
| 1920年（大正 9年） | 2,768 |
| 1935年（昭和10年） | 3,101 |
| 1950年（昭和25年） | 3,687 |

### 世帯
総数 [単位： 世帯]
| 1920年（大正 9年） | 463 |
| 1935年（昭和10年） | 493 |
| 1950年（昭和25年） | 573 |